# NASA Earth Observatory
NASA Earth Observatory — онлайн-ресурс НАСА, який був створений в 1999 році і є основним джерелом з супутникових світлин та іншої наукової інформації, що належить до клімату і довкілля (біофізичних). Доступний для широкої громадськості. Фінансується державним коштом, як це санкціоновано Конгресом Сполучених Штатів, і є частиною проєкту EOS (Earth Observing System), офіс — у Центрі космічних польотів імені Ґоддарда.